# Eusebio (cónsul 359)
Flavio Eusebio (fallecido en el 371) fue un senador romano, cuñado del emperador Constancio II.

## Biografía
Nacido en una familia originaria de la ciudad de Tesalónica, y de ascendencia macedonia, Eusebio era hijo de Eusebio (cónsul 347). Probablemente por la influencia de su hermana Eusebia, la esposa de Constancio II, Eusebio fue nombrado gobernador de la provincia del Helesponto en el año 355. Durante su estancia aquí, se destacó como un eficiente gobernador, y una mejora respecto a sus predecesores.
Después de completar su mandato, se trasladó a Antioquía donde se le notificó de su nombramiento como gobernador de Bitinia y Ponto, que ocupó en el año 356 d. C. Luego fue nombrado cónsul junto a su hermano Flavio Hipacio en el año 359 d. C.
Eventualmente regresando a Antioquía, en el 371 d. C. fue acusado de traición y juzgado durante el reinado del emperador Valente. Aunque fue declarado culpable, multado y exiliado, pronto fue retirado de su exilio por el emperador, y su riqueza y posición fueron restauradas.
Cristiano, Eusebio fue profundamente admirado por el maestro de retórica, Libanio, quien lo describió como un excelente orador. En algún momento fue elevado al rango de patricio por el emperador.